# David Robinson
David Maurice Robinson (nascut el 6 d'agost de 1965 a Key West, Florida, Estats Units) és un exjugador americà de bàsquet que jugà a l'NBA de pivot pels San Antonio Spurs durant tota la seva carrera a l'NBA. Basat en la seva anterior feina com a oficial a la Marina dels Estats Units d'Amèrica, adoptà el sobrenom "The Admiral".
Va ser 10 vegades NBA All-Star, NBA MVP del 1995, dos vegades campió de l'NBA (1999 i 2003), dos vegades medalla d'or olímpic (1992 i 1996). És considerat un dels millors pívots de la història de l'NBA. Ell i Tim Duncan, l'altre pivot de l'equip, reberen el sobrenom de "The Twin Towers" ("Les Torres Bessones"). Robinson fou afegit al Basketball Hall of Fame juntament amb Michael Jordan, John Stockton, Jerry Sloan, i C. Vivian Stringer l'11 de setembre de 2009.

## Biografia
David Robinson va néixer a Key West, Florida i fou el segon fill d'Ambrose i Freda Robinson. El pare de Robinson era oficial de la marina dels Estats Units, motiu pel qual es va mudar sovint de ciutat. Una vegada el seu pare es retirà, la familia es va establir a Manassas, Virginia, on ell va anar al Osbourn Park High School però on només va jugar un any al bàsquet. Després d'aquesta etapa a l'institut, va entrar a l'Acadèmia Naval dels Estats Units, on es va graduar en matemàtiques.
Una dada rellevant que cal tenir en compte és que en aquella època, Robinson només media 2,01m, i el límit per entrar a l'equip de la Marina era de 2,03. El dia que va jugar el primer partit, però, ja feia 2,06m, i va continuar creixent fins a assolir els 2,16m.

## Trajectòria esportiva

### Universitat
En la seva època universitària, Robinson va jugar amb l'equip de la Acadèmia de la Marina a la NCAA, el seu número fou el 50 igual que el seu ídol: Ralph Sampson. La temporada de 1985, Robinson va guiar a l'equip de la marina fins al títol de la NCAA, quan feia 25 anys que no el guanyaven. A l'acabar aquesta temporada, li arriba una decisió important en la seva carrera, ja que continuar a la marina implica que hauria d'estar-se uns anys al servei de l'exèrcit després de la seva graduació. Tot i tenir ofertes de totes les universitats del país, decideix continuar a la marina i retrassar un parell d'anys la seva incorporació al bàsquet professional. El joc espectacular que va exposar en aquests dos anys el va portar a aconseguir els majors guardons de la NCAA, inclòs el All American en tots dos anys i els premis Naismith i Wooden en el seu darrer any. Després de la seva graduació, va passar a ser elegible al draft de l'NBA de 1987.

### Carrera a l'NBA

#### Entrada a l'NBA
Es va presentar al draft de l'NBA de 1987, pero no podia jugar fins al 1989, ja que havia de complir amb els seus serveis a la marina. Tot i això, l'equip San Antonio Spurs el va elegir com a número 1 del draft.
Fou una actuació lleugerament controvertida, ja que Robinson va deixar de fer 3 dels 5 anys habituals del servei militar. La justificació oficial a aquest fet fou que, a causa de la seva alçada, no se'l podia assignar a aviació, submarinisme o alguns tipus de vaixells. Finalment, el 19 de maig de 1989, va deixar de ser al servei actiu de la marina i va passar a formar part de l'equip dels San Antonio Spurs de l'NBA.

#### Primera temporada
Els Spurs venien de ser un dels pitjors equips de l'NBA l'any anterior, amb un rècord de 21-61 i, la temporada 1989-1990, gràcies en part a l'aparició de Robinson, van assolir entrar a Playoffs amb un rècord de 56-26. En primera ronda van guanyar clarament a Denver Nuggets, pero no van poder amb els Blazers, que van ser subcampions aquell any, en una ajustada eliminatoria (4-3). Aquesta temporada, David Robinson seria guardonat com a "rookie" de l'any i entraria en el quintet de "rookies".

#### 1990 - 1997
Els Spurs encapçalats per Robinson van passar a ser un clàssic als Playoffs de l'NBA, però no van guanyar cap campionat, en una época dominada per Houston Rockets i, principalment, pels Chicago Bulls de Jordan. Cal dir també que les derrotes davant Houston eren especialment doloroses a causa de la rivalitat que mantenia amb Hakeem Olajuwon, pivot de l'equip de Texas.
Un dels moments estelars d'aquesta època fou, sense cap mena de dubte, el darrer partit de la fase regular de la temporada 1993-1994 davant "Los Angles Clippers". Durant tot l'any, David Robinson i Shaquille O'Neal havien estat en una disputa permanent per aconseguir el títol de major anotador de la competició. A l'arribar a aquest partit, Robinson estava en desventatja i necessitava ni més ni menys que 69 punts per obtenir el títol. Finalment, en aquell partit va aconseguir 71 punts, el màxim de la seva carrera esportiva i, amb ells, el trofeu de màxim anotador amb una mitjana de 29,8 punts per partit.
El 1997 semblava que s'esvaien les seves opcions a aconseguir un títol de l'NBA, ja que una greu lesió el va mantenir fora de les pistes pràcticament tota la temporada. L'equip va notar la seva baixa, acabant l'any amb un lamentable rècord de 20-62. Però aquest contratemps fou el que va facilitar que assolís el títol, ja que, gràcies a aquesta lamentable temporada, els Spurs van aconseguir la primera elecció del draft de 1997 en la qual van signar Tim Duncan, peça clau en els èxits de l'equip en els anys següents.

#### Primer campionat de l'NBA (1998-1999)
Abans de començar la temporada, els propietaris dels equips de l'NBA i David Stern van decidir bloquejar la competició i forçar la negociació d'un nou acord de contracte col·lectiu amb l'associació de jugadors de l'NBA (temporada del lockout). La principal conseqüència d'aquest fet fou que la temporada regular no va començar fins al 5 de febrer de 1999. El calendari de la temporada regular es va veure reduït a 50 partits, on els Spurs van aconseguir un rècord de 37-13, el millor de l'NBA, que els donava l'avantatge de pista en tots els Playoffs.
L'equip dels Spurs va dominar completament els Playoffs, arribant a la final amb un rècord de 11-1 contra Timberwolves, Lakers i Blazers. L'arribada de Duncan a l'equip els convertia pràcticament en imparables, especialment amb el seu joc interior. A la final, van guanyar per 4-1 uns Knicks que, sorprenentment, hi van arribar després de classificar-se en la darrera plaça que donava accés als Playoffs. El joc exterior dels Knicks amb Latrell Sprewell, Allan Houston o Larry Johnson, no va poder amb la potencia interior dels Spurs. Tot i que el MVP de les Finals fou per Tim Duncan, tothom coincideix que el paper de líder exercit per Robinson fou crucial per aconseguir el títol.

#### 2000-2003
Les tres temporades que segueixen la de l'anell, foren també prolífiques, tot i que molt menys.
La temporada 99-00, els Spurs acabaren quarts de la conferència Oest en la temporada regular i caigueren en primera ronda davant Phoenix Suns. La temporada 00-01, van acabar primers la temporada regular i, en Playoffs, van arribar a les finals de conferència, on van perdre clarament (4-0), contra l'equip que resultaria campió aquell any, Los Angeles Lakers. El curs 2001-2002, van finalitzar segons de conferència, amb un MVP de temporada regular per al company d'equip de Robinson, Tim Duncan. En Playoffs van passar la primera ronda, però van caure a les semifinals de conferència, altre cop clarament contra el mateix equip (4-1 contra Lakers). Aquell any, l'equip de Los Angeles també seria campió.

#### Retirada amb títol
L'any 2003, Robinson anuncià la seva retirada com a jugador de bàsquet professional al final de la temporada.
Aquella temporada, l'equip de San Antonio va assolir el primer lloc de la conferència Oest en temporada regular, obtenint també el MVP de la temporada per al seu ala-pívot, Tim Duncan. Als Playoffs, els Spurs van anar superant totes les eliminatories per 4-2 fins a arribar a les Finals de l'NBA. Allí es van enfrontar als New Jersei Nets, final inèdita, ja que era la primera vegada que dos equips provinents de l'ABA arribaven a la final.
Les finals de l'NBA van començar força igualades i s'arribava al cinquè partit amb un empat a dos entre els equips. Però llavors, dues victòries seguides dels San Antonio Spurs van permetre a l'equip encapçalat per "Les Torres Bessones" guanyar el títol. En el darrer partit, Robinson va fer 13 punts i va capturar 17 rebots. L'MVP de les Finals fou, però, per Tim Duncan. D'aquesta manera, David Robinson posava punt final a la seva carrera esportiva guanyant l'anell de campió de l'NBA i compartint portada de la revista Sports Illustrated amb el seu company Tim Duncan amb el premi d'Esportistes de l'Any.

### Carrera amb la selecció
Mentre estava a la Marina, Robinson va jugar a la selecció dels Estats Units, ja que aquesta estava formada únicament per jugadors universitaris. Va participar en el campionat del món celebrat a Espanya (1986) i als Jocs Panamericans celebrats a Indianàpolis el 1987, guanyant les medalles d'or i de plata respectivament. Va anar als Jocs Olímpics de Seül 1988, on la selecció nord-americana va obtenir la medalla de bronze. A partir de llavors i davant el que era considerat un fracàs per la selecció, van passar a portar a la selecció els jugadors professionals de l'NBA.
Fou llavors quan va arribar el seu gran nivell amb la selecció, ja que va ser un dels integrants del dream team que va participar en els Jocs Olímpics de Barcelona 92. Tant en aquells, com en els següents jocs olímpics (Atlanta 1996), la selecció dels Estats Units guanyàren la medalla d'or, amb Robinson com a membre destacat d'aquell equip.

## Premis i guardons
- Campionat de l'NBA (1999, 2003)
- MVP de l'NBA (1995)
- Jugador defensiu de l'any de l'NBA (1992)
- "Rookie" de l'any de l'NBA (1990)
- 10 vegades All-Star
- Membre del "Basketball Hall of Fame" des del 2009
- Medalla d'or olímipica amb la selecció dels Estats Units (1992, 1996)
- Medalla d'or del mundial amb la selecció dels Estats Units (1986)
- Premi a l'esportivitat de l'NBA (2001)